# Посёлок Чкалова (Челябинская область)
Посёлок Чкалова — посёлок в Троицком районе Челябинской области России. Входит в состав Нижнесанарского сельского поселения.

## География
Находится на юге Южного Урала, рядом с российско-казахстанской границей, на реке Санарка, при автодороге 75К-237.
Улица одна — Центральная.

## История
Образован в 1961 году путем слияния населённых пунктов Шалоумовский и Мокрые Кусты.

## Население
| 2002 | 2010 |
| ---- | ---- |
| 147  | ↘140 |

## Инфраструктура
Личное подсобное хозяйство с зоной сельскохозяйственного использования, индивидуальная застройка усадебного типа.

## Транспорт
Посёлок доступен автотранспортом.